# Excelsior Motor Manufacturing & Supply Company
Excelsior Motor Manufacturing & Supply Company, vorher Excelsior Supply Company, war ein US-amerikanischer Hersteller von Fahrrädern, Motorrädern und Motoren.

## Unternehmensgeschichte
Die Excelsior Supply Company wurde 1876 zur Herstellung von Fahrradkomponenten gegründet. Bald folgte die Produktion kompletter Fahrräder. 1895 wurden Fahrräder der Marke Thistle hergestellt und von 1895 bis 1896 Fahrräder der Marke Banker vertrieben. Um die Jahrhundertwende begann die Herstellung von Verbrennungsmotoren. Darüber ist nicht viel bekannt; es scheint sich um zeittypische, seitengesteuerte Ausführungen gehandelt zu haben. Bekannt wurde ein Vierzylindermotor von etwa 280 Kubikzoll (4600 cm³), der von der Mason Motor Company und ihren Nachfolgern in einigen Modellen verwendet wurde.
Der Beginn der Motorradfabrikation wird unterschiedlich auf 1905, 1906, 1907 oder 1908 datiert, die Auslieferungen der 500-cm³-Single Maschinen mit Riemenantrieb begannen aber erst nach ausführlichen Tests im Jahr 1908. Das Unternehmen profitierte von der Erfahrung mit den Fahrrädern und setzte weitgehend auf selber hergestellte Bauteile. An diesem ersten Motorrad war das gusseiserne Kurbelwellengehäuse in den Rahmen integriert. An der Zuverlässigkeitsfahrt von Chicago nach Kokomo nahmen drei dieser Maschinen teil. Alle absolvierten den Test fehlerfrei.
Das Programm wurde 1910 durch ein Modell mit einem V2-Motor mit 820 cm³ Hubraum ergänzt. Der Motor hatte ein mechanisch gesteuertes Einlassventil. 1911 folgte eine größere Version in der 1000er-Klasse. Auch diese hatte einen V2-Motor mit 974 cm³.
Ab 1911 begann der Fahrradhersteller Arnold, Schwinn & Co. in Chicago, Anteile an Excelsior aufzukaufen. Im Januar 1912 kontrollierte er Excelsior, wofür Schwinn etwa 500.000 US-Dollar investierte.
1912 wurde eine Excelsior als erstes Motorrad offiziell mit einer Geschwindigkeit von 100 km/h gemessen. In dieser Zeit gab es keine neuen Excelsior-Modelle, das Unternehmen begann aber mit der Motorradfertigung für Dritte. Belegt ist dies für die Marke de Luxe, die für die Spacke Machine & Tool Company in Indianapolis gefertigt wurde; die Motoren dieses Unternehmens waren ebenfalls unter dem Markennamen De Luxe bekannt und wurden für die Motorräder verwendet. Spacke war ein Spezialist für Ein- und Zweizylindermotoren und stellte davon große Stückzahlen her. Sie wurden in den Motorradmarken De Luxe, Californian, Dayton, Minneapolis und Sears verwendet. Die zudem große optische Ähnlichkeit dieser Motorräder legt eine gemeinsame Entwicklung nahe. Auch Dekompressionsventil und Zündverstellung arbeiteten mit Wellen.
Excelsior verwendete weiterhin eigene Motoren. Weniger beliebt waren die kleinen Einzylinder-Zweitaktmodelle, hingegen entwickelten sich die größeren Einzylindermodelle mit 30 Kubikzoll (500 cm³) und vor allem die V2-Modelle mit 45 Kubikzoll (750 cm³) und 61 Kubikzoll (974 cm³) zu einem großen Verkaufserfolg. Gemeinsam war diesen Motoren, dass sie als Viertakter mit übereinanderliegenden Ventilen („F-head“) oder IOE-Ventilsteuerung ausgelegt waren.
1917 wurde die Henderson Motorcycle Company in Detroit übernommen. Konstrukteur William Henderson blieb noch für kurze Zeit. Ab 1921 erschien das Vierzylindermodell Excelsior-Henderson. Die bisherigen V2-Modelle wurden gegen Ende 1924 eingestellt.
1925 ergänzte eine neue „Super X“ mit V2-Motor und 45 Kubikzoll (750 cm³) Hubraum das Angebot. Damit konkurrierte Excelsior erfolgreich mit dem Motorrad von Indian mit 600 cm³ Hubraum und fand auch im Ausland guten Absatz. Um 1928 war Excelsior als drittgrößter amerikanischer Motorradhersteller etabliert. Unter dem neuen Chefingenieur Arthur Constantine, der von Harley-Davidson zu Excelsior kam, wurde die Weiterentwicklung vorangetrieben. Excelsior-Henderson und Super X erhielten neue Rahmen, Benzintanks aus Aluminiumguss und einem Instrumentenbrett sowie American Bosch-Magnetzündung.

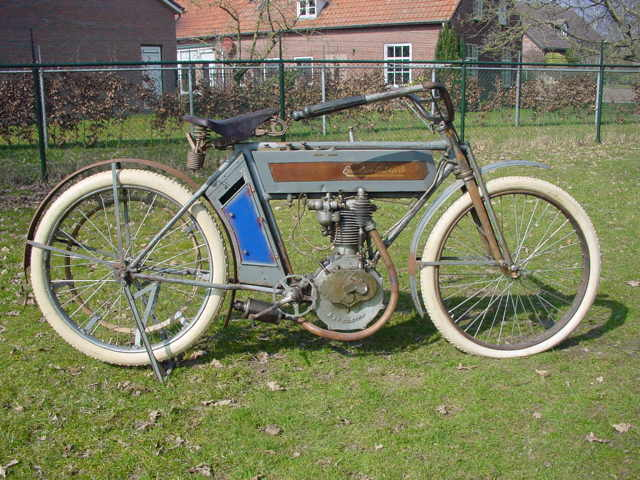
Excelsior von 1910
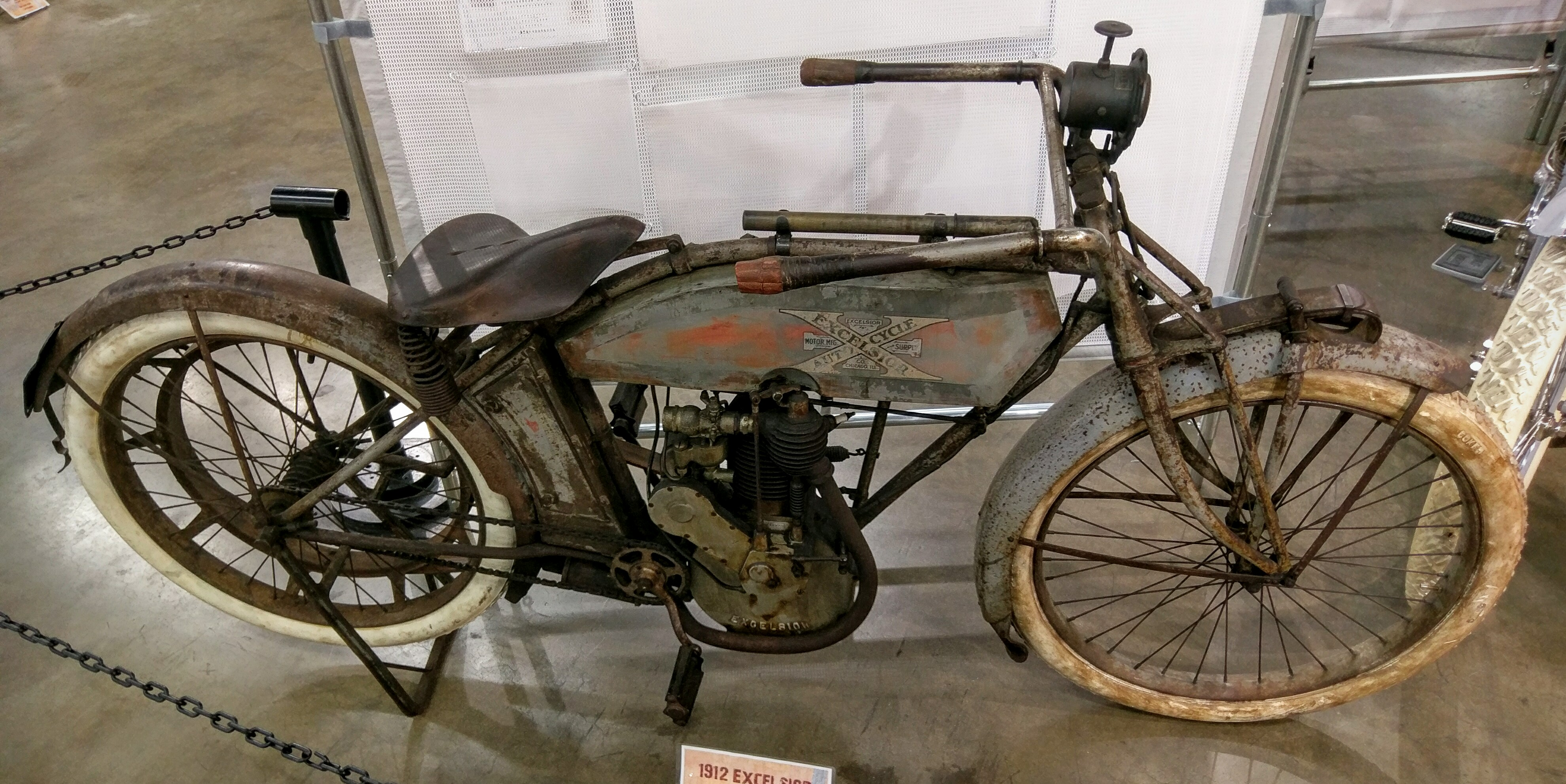
Excelsior von 1912
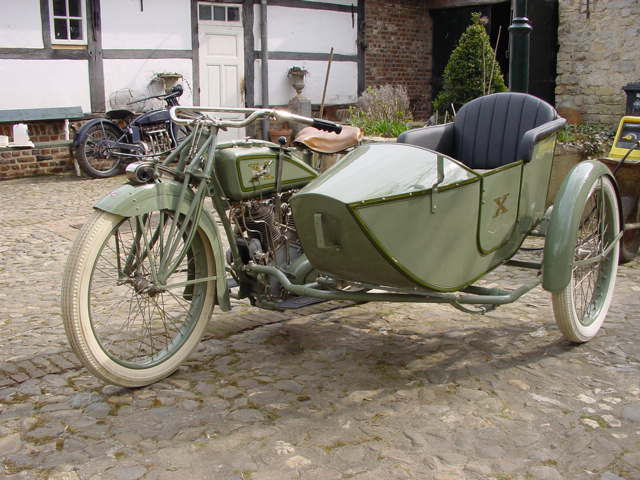
Excelsior von 1917 mit Beiwagen
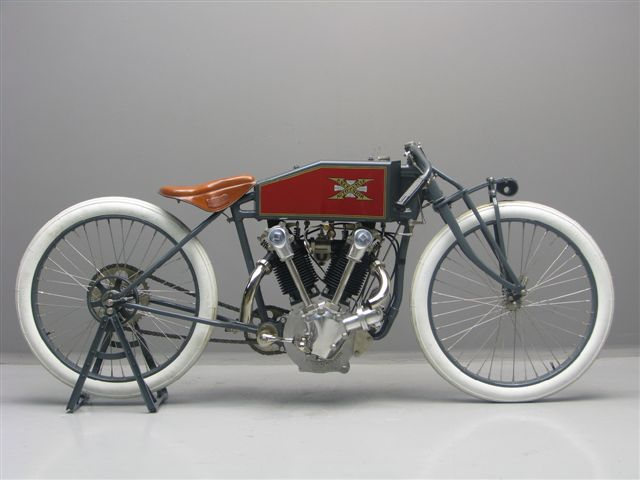
Excelsior von 1919
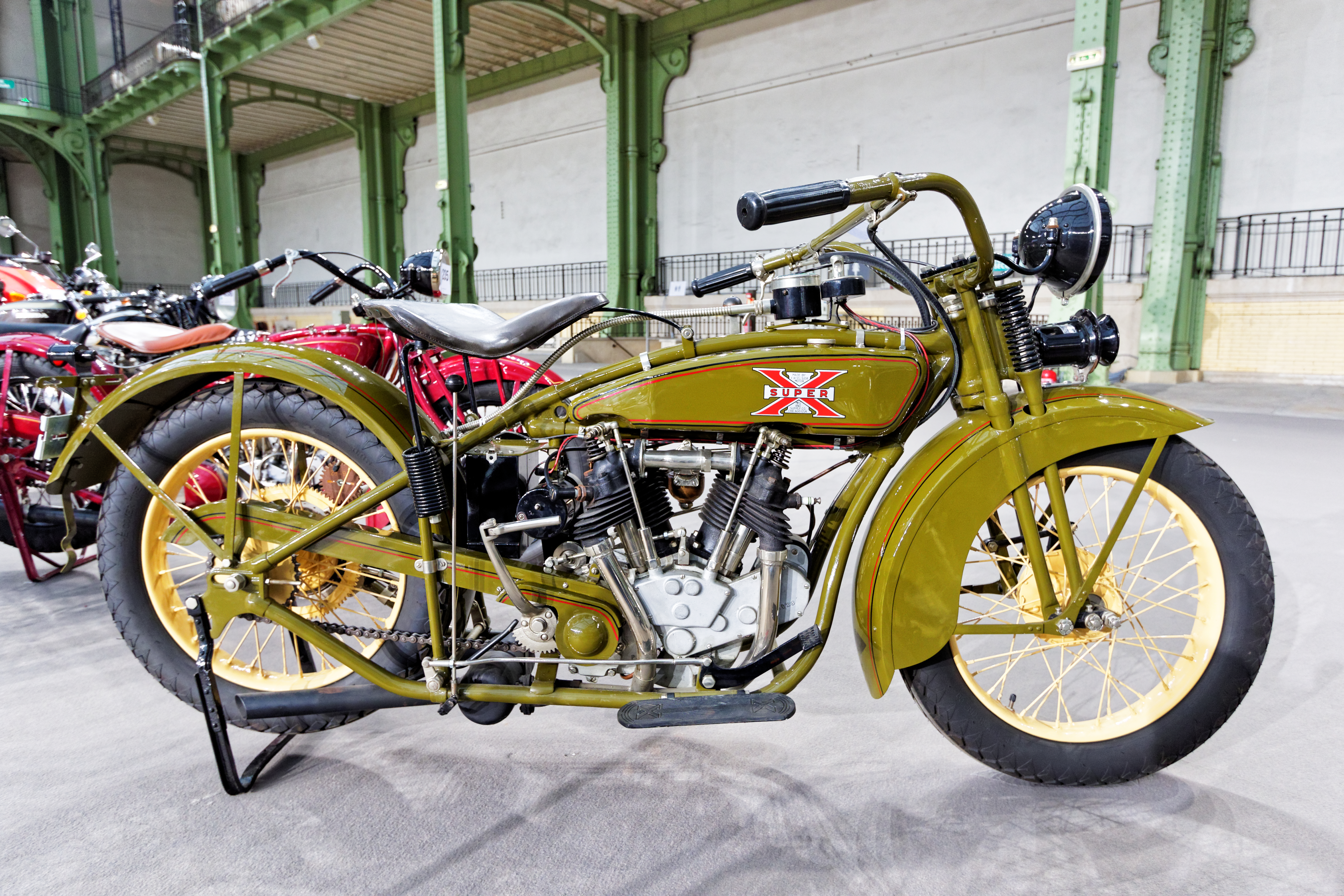
Excelsior von 1928

## Export

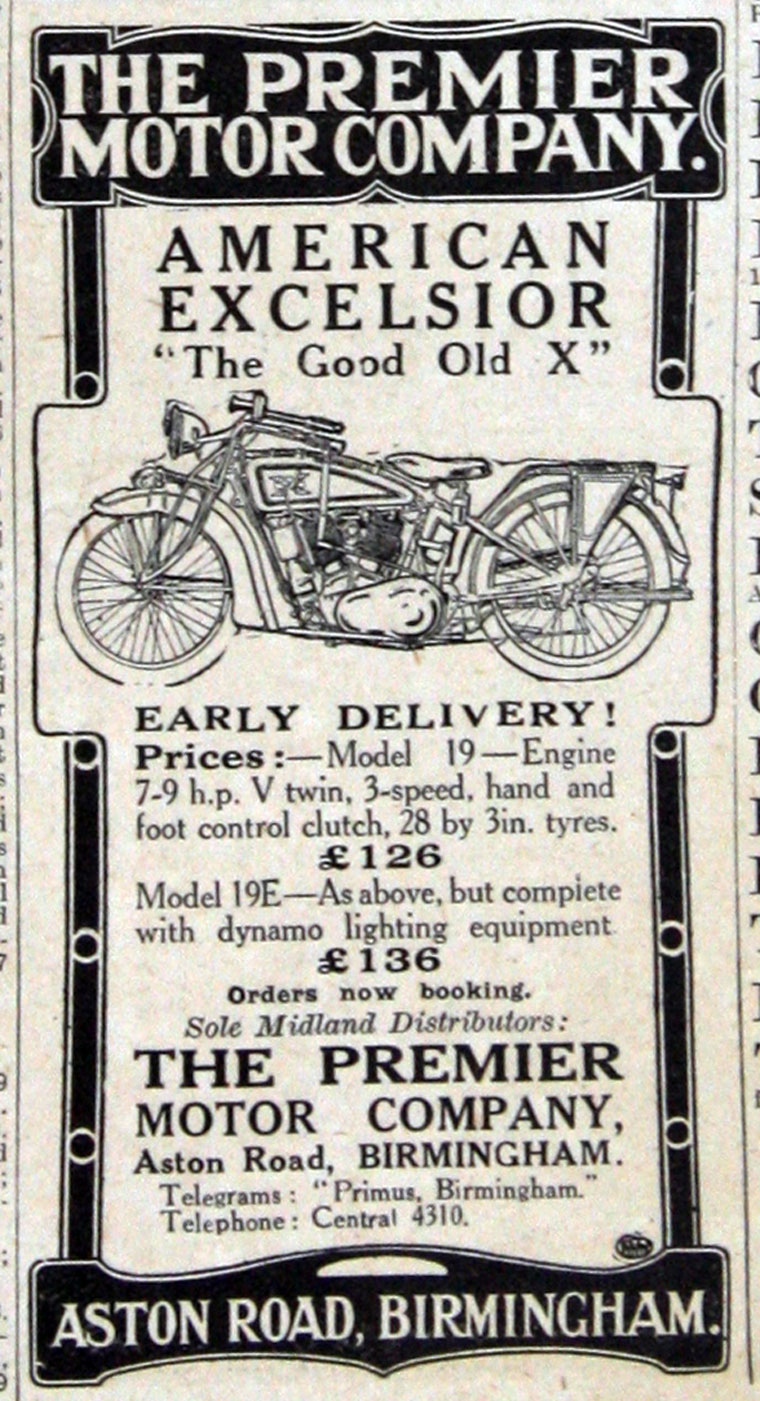
Britische Anzeige für American-Excelsior-Motorräder. Premier Motor in Birmingham war der Importeur. (1919).

Später kam auch der Export nach Großbritannien dazu. Der Markenname wurde dort auf American Excelsior geändert, um Verwechslungen mit der britischen Excelsior Motor Company zu verhindern.

## Motoren
Für Autos von Mason wurde ein Vierzylindermotor mit SV-Ventilsteuerung hergestellt. Er hatte 4,125 Zoll Bohrung, 5,25 Zoll Hub und 280,6 Kubikzoll Hubraum. Umgerechnet sind das 104,775 mm, 133,35 mm und 4599 cm³. Er war nach der ALAM-Formel mit 27,23 HP eingestuft und leistete zwischen 30 und 38 PS.